# Kuźnica Kiedrzyńska
Kuźnica Kiedrzyńska – wieś w Polsce położona w województwie śląskim, w powiecie częstochowskim, w gminie Mykanów.
| SIMC    | Nazwa    | Rodzaj    |
| ------- | -------- | --------- |
| 1001639 | Lechowe  | część wsi |
| 1001711 | Podlasie | część wsi |
| 1001770 | Zawodzie | część wsi |

W latach 1975–1998 miejscowość administracyjnie należała do województwa częstochowskiego.
Wieś graniczy z powiatem kłobuckim i gminą Kłobuck.

## Urodzeni w Kuźnicy Kiedrzyńskiej
- Maria Piotrowiczowa – uczestniczka powstania styczniowego, poległa w bitwie pod Dobrą[6].